# إدوارد والتر إيبرل
إدوارد والتر إيبرل (بالإنجليزية: Edward Walter Eberle)‏ هو ضابط أمريكي، ولد في 17 أغسطس 1864 في دينتون في الولايات المتحدة، وتوفي في 6 يوليو 1929 في واشنطن العاصمة في الولايات المتحدة.